# Port lotniczy Benguera
Port lotniczy Benguera (port. Aeroporto Benguera, IATA: BCW) – port lotniczy zlokalizowany na wyspie Benguera, w Mozambiku.